# Matthew Lillard
Matthew Lyn Lillard (Lansing, Míchigan; 24 de enero de 1970) es un director, actor y productor de cine y televisión estadounidense. 
Es conocido por sus papeles como Stu Macher en Scream, Chip Sutphin en Serial Mom, Stevo en SLC Punk, Billy Brubaker en Summer Catch, Jerry Conlaine en Without a Paddle (galardonado como mejor actor en el Festival de Cine de Mar del Plata), Joey en Home Run Showdown, William Afton en Five Nights at Freddy's, Jack Rusoe en Return to Nim's Island y Shaggy Rogers en las películas de Scooby-Doo. Se ha encargado de proporcionar la voz de Shaggy en la serie de dibujos animados desde el reinicio de Scooby-Doo! Mystery Incorporated. 
Hizo un giro dramático en la aclamada comedia dramática Los descendientes de Alexander Payne.

## Primeros años
Es hijo de Paula y Jeffrey Lillard, y creció en Tustin, California. 
Asistió a la escuela Foothill High en Santa Ana, California y más tarde la Academia Americana de Artes Dramáticas en Pasadena, California, con el también actor Paul Rudd, y más tarde, la escuela de teatro Circle in the Square en Nueva York.

## Carrera

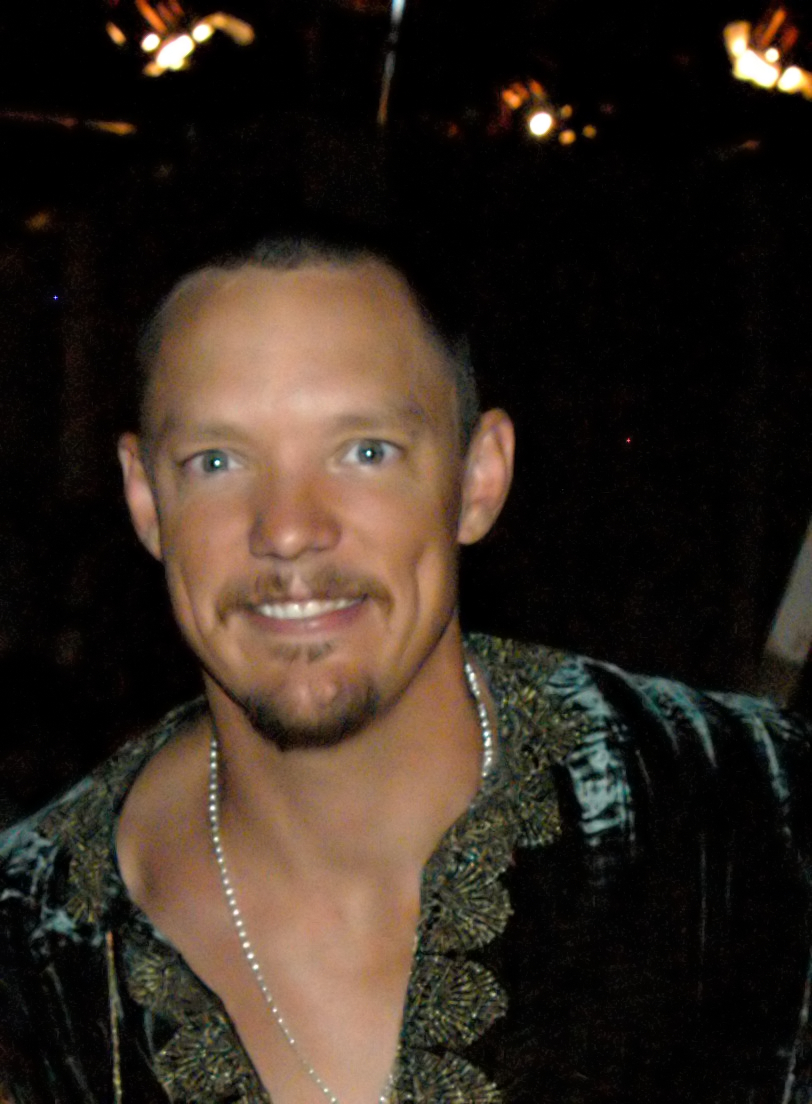
Lillard en 2005.

En la secundaria Lillard fue co -anfitrión de un programa de televisión de corta duración titulado SK8 -TV. Una vez finalizados sus estudios fue contratado como extra de Ghoulies III: Ghoulies Go to College (1991).
En 1995 Lillard actuó en la película de suspenso informático Hackers como Emmanuel Goldstein, conocido en la trama con el seudónimo de Cereal Killer.

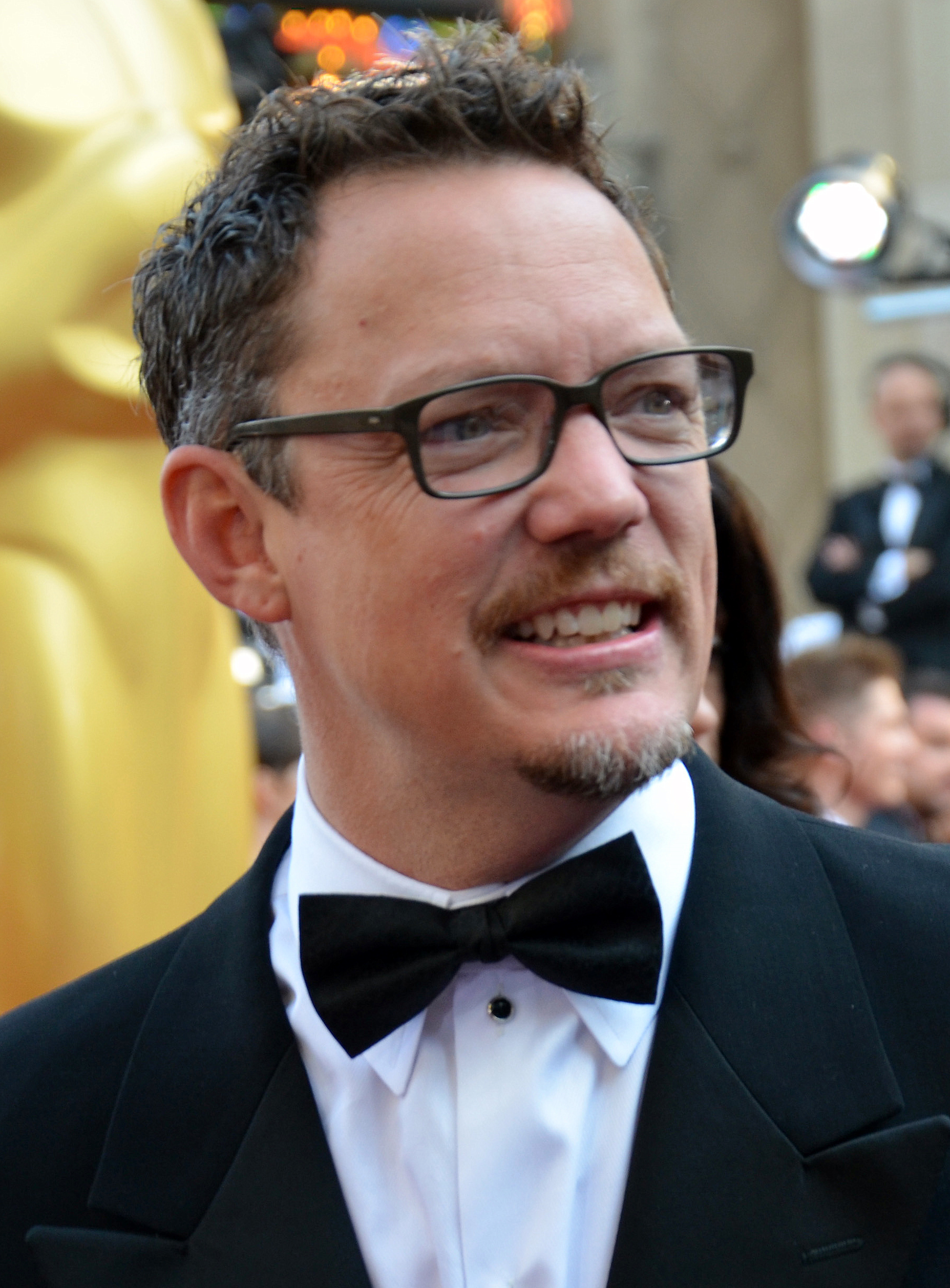
Lillard en 2012.

En 1996 Lillard actuó en la película de terror Scream como Stu Macher. También actuó como Stevo en la película independiente SLC Punk!, y tuvo un papel secundario en 13 fantasmas. En el 2002 fue elegido como Shaggy Rogers en la película de acción real de Scooby Doo, un papel que repitió más tarde en la secuela del 2004 Scooby-Doo 2: Monstruos sueltos. A pesar de que no se mantuvo el papel de las últimas películas de acción en vivo de la serie, Lillard ha sido Shaggy en producciones de animación desde 2009, tomando oficialmente el papel del anterior actor que hacía la voz de Shaggy, Casey Kasem, quien desafortunadamente falleció.
En julio y agosto de 2011, Lillard produjo y dirigió su primer largometraje, Fat Kid Rules the World en Seattle, basado en el libro de K. L. Going del mismo nombre.
En 2011, Lillard apareció en la película de Alexander Payne, Los descendientes.
En 2012, Lillard fue estrella invitada en la serie de CBS Mentes criminales en el episodio "El aprendizaje", dirigida por Rob Bailey.
En 2023, Lillard tuvo el papel de William Afton en la película Five Nights at Freddy's, dirigida por Emma Tammi. Película muy esperada por los fans de la franquicia Five Nights at Freddy's, quienes recibieron con regocijo a Lillard en la pantalla grande.

## Vida personal
En el 2000, Lillard se casó con Heather Helm, con quien tuvo tres hijos. En octubre de 2005, Lillard participó en un torneo de Dungeons & Dragons contra los miembros de la Organización Gaming Club Misiones en el Magic Castle de Hollywood.
Uno de sus últimos papeles ha sido en la película Swindle, donde trabajó con las estrellas de iCarly Jennette McCurdy y Noah Munck, con la estrella de Victorious Ariana Grande, y con Ciara Bravo, Noah Crawford y Chris O'Neal.

## Filmografía

### Cine
| Año  | Título                                                             | Personaje                          | Notas                        |
| ---- | ------------------------------------------------------------------ | ---------------------------------- | ---------------------------- |
| 1991 | Ghoulies III: Ghoulies Go to College                               | Dexter Stork                       | Acreditado como Matthew Lynn |
| 1994 | Serial Mom                                                         | Chip Sutphin                       |                              |
| 1995 | Animal Room                                                        | Doug Van Housen                    |                              |
| 1995 | Ride for Your Life                                                 | Nash                               |                              |
| 1995 | Mad Love                                                           | Eric Webber                        |                              |
| 1995 | Hackers                                                            | Emmanuel "Cereal Killer" Goldstein |                              |
| 1995 | Tarantella                                                         | Matt Reynolds                      |                              |
| 1996 | If These Walls Could Talk                                          | Manifestante contra el aborto      | Segmento: "1996"             |
| 1996 | Scream                                                             | Stuart "Stu" Macher                |                              |
| 1997 | Scream 2                                                           | Chico en la fiesta                 | No acreditado                |
| 1998 | The Curve                                                          | Tim Jackson                        |                              |
| 1998 | Senseless                                                          | Tim LaFlour                        |                              |
| 1998 | Telling You                                                        | Adam Ginesberg                     |                              |
| 1998 | Without Limits                                                     | Roscoe Devine                      |                              |
| 1998 | SLC Punk!                                                          | Steven "Stevo" Levy                |                              |
| 1998 | Triangle Square                                                    | Snake Eater                        |                              |
| 1999 | Spanish Judges                                                     | Jack Fisher                        |                              |
| 1999 | She's All That                                                     | Brock Hudson                       |                              |
| 1999 | Wing Commander                                                     | Teniente Todd "Maniac" Marshall    |                              |
| 2000 | Love's Labour's Lost                                               | Longaville                         |                              |
| 2000 | Dish Dogs                                                          | Jason                              |                              |
| 2001 | Finder's Fee                                                       | Fishman                            |                              |
| 2001 | Summer Catch                                                       | Billy Brubaker                     |                              |
| 2001 | Thirteen Ghosts                                                    | Dennis Rafkin                      |                              |
| 2002 | Scooby-Doo                                                         | Shaggy Rogers                      |                              |
| 2003 | Looney Tunes: De nuevo en acción                                   | Él mismo                           | Cameo                        |
| 2004 | The Perfect Score                                                  | Larry                              |                              |
| 2004 | Scooby-Doo 2: Monsters Unleashed                                   | Shaggy Rogers                      |                              |
| 2004 | Wicker Park                                                        | Luke                               |                              |
| 2004 | De perdidos al río                                                 | Jerry Conlaine                     |                              |
| 2005 | Karas: The Prophecy                                                | Eko                                | Voz                          |
| 2006 | Bickford Shmeckler's Cool Ideas                                    | Spaceman                           |                              |
| 2006 | The Groomsmen                                                      | Dez Howard                         |                              |
| 2007 | In the Name of the King: A Dungeon Siege Tale                      | Duke Fallow                        |                              |
| 2007 | What Love Is                                                       | Sal                                |                              |
| 2007 | One of Our Own                                                     | Bob                                | También coproductor          |
| 2007 | Karas: The Revelation                                              | Eko                                | Voz                          |
| 2009 | Spooner                                                            | Herman Spooner                     | También coproductor          |
| 2009 | Messages Deleted                                                   | Joel Brandt                        |                              |
| 2009 | Osh Kosh B'Gosh: Under the Overall                                 | Lloyd B'Gosh                       | Cortometraje                 |
| 2009 | All's Faire in Love                                                | Crocket                            |                              |
| 2009 | Endless Bummer                                                     | Mike Mooney                        |                              |
| 2009 | Extreme Movie                                                      | Él mismo                           |                              |
| 2010 | Scooby-Doo! Abracadabra-Doo                                        | Shaggy Rogers                      | Voz                          |
| 2010 | Scooby-Doo! Camp Scare                                             | Shaggy Rogers                      | Voz                          |
| 2011 | Larger than Life                                                   | Jack                               |                              |
| 2011 | Scream 4                                                           | Chico en Stab-a-thon               | No acreditado                |
| 2011 | Scooby-Doo! La leyenda del fantasmasauro                           | Shaggy Rogers / Shaky Joe          | Voz                          |
| 2011 | Los descendientes                                                  | Brian Speer                        |                              |
| 2011 | The Pool Boys                                                      | Roger                              |                              |
| 2012 | Scooby-Doo! Music of the Vampire                                   | Shaggy Rogers                      | Voz                          |
| 2012 | Home Run Showdown                                                  | Joey                               |                              |
| 2012 | Trouble with the Curve                                             | Philip                             |                              |
| 2012 | Big Top Scooby-Doo!                                                | Shaggy Rogers                      | Voz                          |
| 2012 | Deep Dark Canyon                                                   | Jack Cavanaugh                     |                              |
| 2012 | Fat Kid Rules the World                                            | Guidance counselor                 | También director             |
| 2012 | Dear Dracula                                                       | Mailman Gus                        | Voz                          |
| 2012 | Abominable Christmas                                               | Dogcatcher                         | Voz                          |
| 2013 | Scooby-Doo! Mask of the Blue Falcon                                | Shaggy Rogers                      | Voz                          |
| 2013 | Scooby-Doo! Adventures: The Mystery Map                            | Shaggy Rogers                      | Voz                          |
| 2013 | Return to Nim's Island                                             | Jack Rusoe                         |                              |
| 2013 | Scooby-Doo! Stage Fright                                           | Shaggy Rogers                      | Voz                          |
| 2013 | The Naughty List                                                   | Tinsel                             | Voz                          |
| 2013 | National Lampoon Presents Surf Party                               | Mooney                             |                              |
| 2014 | Match                                                              | Mike                               |                              |
| 2014 | Scooby-Doo! WrestleMania Mystery                                   | Shaggy Rogers                      | Voz                          |
| 2014 | Axel: The Biggest Little Hero                                      | Lizard King                        | Voz                          |
| 2014 | Scooby-Doo! Frankencreepy                                          | Shaggy Rogers                      | Voz                          |
| 2014 | Under Wraps                                                        | Peter                              | Voz                          |
| 2015 | Bloodsucking Bastards                                              | Phallicyte Executive               | No acreditado                |
| 2015 | Scooby-Doo! Moon Monster Madness                                   | Shaggy Rogers                      | Voz                          |
| 2015 | Scooby-Doo! and Kiss: Rock and Roll Mystery                        | Shaggy Rogers                      | Voz                          |
| 2016 | Lego Scooby-Doo! Haunted Hollywood                                 | Shaggy Rogers                      | Voz                          |
| 2016 | Scooby-Doo! and WWE: Curse of the Speed Demon                      | Shaggy Rogers                      | Voz                          |
| 2016 | Six LA Love Stories                                                | Alan Mackey                        |                              |
| 2017 | Scooby-Doo! Shaggy's Showdown                                      | Shaggy Rogers                      | Voz                          |
| 2017 | Lego Scooby-Doo! Blowout Beach Bash                                | Shaggy Rogers                      | Voz                          |
| 2018 | Scooby-Doo! & Batman: The Brave and the Bold                       | Shaggy Rogers                      | Voz                          |
| 2018 | Scooby-Doo! and the Gourmet Ghost                                  | Shaggy Rogers                      | Voz                          |
| 2019 | Scooby-Doo! and the Curse of the 13th Ghost                        | Shaggy Rogers                      | Voz                          |
| 2019 | Scooby-Doo! Return to Zombie Island                                | Shaggy Rogers                      | Voz                          |
| 2020 | Happy Halloween, Scooby-Doo!                                       | Shaggy Rogers                      | Voz                          |
| 2021 | Scooby-Doo! The Sword and the Scoob                                | Shaggy Rogers                      | Voz                          |
| 2021 | Straight Outta Nowhere: Scooby-Doo! Meets Courage the Cowardly Dog | Shaggy Rogers                      | Voz                          |
| 2022 | ¡Scooby-Doo! Dulce o Travesura                                     | Shaggy Rogers                      | Voz                          |
| 2022 | Scream 5                                                           | Ghostface del trailer de Stab 8    | Voz                          |
| 2023 | Five Nights at Freddy's                                            | William Afton                      | Antagonista                  |
| 2025 | Five Nights at Freddy's 2                                          | William Afton                      | Antagonista                  |

### Televisión
| Año         | Título                                   | Personaje                          | Notas                                                         |
| ----------- | ---------------------------------------- | ---------------------------------- | ------------------------------------------------------------- |
| 1990        | SK8-TV                                   | Él mismo / Invitado - Presentador  | 13 Episodios                                                  |
| 1994        | Vanishing Son IV                         | Dawson                             | Telefilm                                                      |
| 1997        | The Devil's Child                        | Tim                                | Telefilm                                                      |
| 1997        | Nash Bridges                             | Brian Van Pelt                     | Episodio: "Gun Play"                                          |
| 2002        | It's a Very Merry Muppet Christmas Movie | Luc Fromage - personaje            | Telefilm                                                      |
| 2005        | American Dad!                            | Bruce                              | Voz, Episodio: "Homeland Insecurity"                          |
| 2005–2019   | Robot Chicken                            | Shaggy Rogers, Mario, varias voces | 7 episodios                                                   |
| 2006        | The Replacements                         | Trevor Bodie                       | Voz, 2 episodios                                              |
| 2006        | 13 Graves                                | Matthew McQueen                    | Telefilm                                                      |
| 2006        | Eloise: The Animated Series              | Monsieur Maurice Ducat             | Voz, Episodio: "Little Miss Christmas"                        |
| 2007        | Area 57                                  | Col. Steven Isaac                  | Piloto                                                        |
| 2008        | Gary Unmarried                           | Taylor                             | Episodio: "Gary's Ex-Brother-In-Law"                          |
| 2009        | Law & Order: Special Victims Unit        | Chet                               | Episodio: "Ballerina"                                         |
| 2009        | Married Not Dead                         | Rob                                | Piloto                                                        |
| 2010–2013   | Scooby-Doo! Mystery Incorporated         | Shaggy Rogers                      | Voz, 52 episodio                                              |
| 2011        | House                                    | Jack                               | Episodio: "Larger Than Life"                                  |
| 2011        | Generator Rex                            | Surge                              | Voz, Episodio: "Waste Land"                                   |
| 2011        | Batman: The Brave and the Bold           | Shaggy Rogers                      | Voz, Episodio: "Bat-Mite Presents: Batman's Strangest Cases!" |
| 2011, 2013  | Mad                                      | Shaggy Rogers                      | 2 episodios                                                   |
| 2012        | Samurai! Daycare                         | Ned                                | 9 episodios                                                   |
| 2012        | Leverage                                 | Gabe Erickson                      | Episodio: "The Real Fake Car Job"                             |
| 2012        | Scooby-Doo! Spooky Games                 | Shaggy Rogers                      | Voz, Televisión Especial                                      |
| 2012        | Criminal Minds                           | David Roy Turner                   | Episodio: "The Apprenticeship"                                |
| 2012        | Scooby-Doo! Haunted Holidays             | Shaggy Rogers                      | Voz, Televisión Especial                                      |
| 2013        | I Am Victor                              | Elliot Mote                        | Telefilm                                                      |
| 2013        | Scooby-Doo! and the Spooky Scarecrow     | Shaggy Rogers                      | Voz, Televisión Epecial                                       |
| 2013        | Scooby-Doo! Mecha Mutt Menace            | Shaggy Rogers                      | Televisión Especial                                           |
| 2013–2014   | The Bridge                               | Daniel Frye                        | 24 episodios                                                  |
| 2013–2014   | Beware the Batman                        | Dr. Jason Burr                     | Voz, 4 episodios                                              |
| 2014        | Scooby-Doo! Ghastly Goals                | Shaggy Rogers (voice)              | Voz, Television Especial                                      |
| 2014, 2016  | The Good Wife                            | Rowby                              | 2 episodios                                                   |
| 2015        | State of Affairs                         | CIA Director DD Banks              | 3 episodios                                                   |
| 2015        | Scooby-Doo! and the Beach Beastie        | Shaggy Rogers                      | Voz, Television Especial                                      |
| 2015        | Lego Scooby-Doo! Knight Time Terror      | Shaggy Rogers                      | Television Especial                                           |
| 2015–2016   | Scooby-Doo! Lego Shorts                  | Shaggy Rogers                      | Web - Historias Cortas                                        |
| 2015–2018   | Be Cool, Scooby-Doo!                     | Shaggy Rogers                      | 52 episodios                                                  |
| 2016–2017   | Bosch                                    | Luke 'Lucky' Rykov                 | 8 episodios                                                   |
| 2016        | Halt and Catch Fire                      | Ken Diebold                        | 4 episodios                                                   |
| 2017        | All Hail King Julien                     | Ned (voz)                          | 2 episodios                                                   |
| 2017        | Twin Peaks                               | William Hastings                   | 4 episodios                                                   |
| 2018        | Halfway There                            | Jimmy Bishop                       | Telefilm                                                      |
| 2018        | Supernatural                             | Shaggy Rogers                      | Voz, Episodio: "Scoobynatural"                                |
| 2018 – 2021 | Good Girls                               | Dean Boland                        | 34 episodios                                                  |
| 2019        | Random Acts                              |                                    | Episodio: "Operation Exodus"                                  |
| 2019        | FBI                                      | Thomas Gillman/Venutti             | Episodio: "Most Wanted"                                       |
| 2019        | Teen Titans Go!                          | Shaggy Rogers                      | Voz, Episodio: “Cartoon Feud”                                 |
| 2019 – 2021 | Scooby-Doo and Guess Who?                | Shaggy Rogers                      | 2 temporadas - 52 episodios                                   |
| 2020        | Barkskins                                | Gus Lafarge                        | 3 episodios                                                   |

## Premios y nominaciones
| Año  | Título                               | Asociación                                              | Categoría                                                                | Resultado | Ref    |
| ---- | ------------------------------------ | ------------------------------------------------------- | ------------------------------------------------------------------------ | --------- | ------ |
| 1999 | SLC Punk!                            | Mar del Plata Film Festival                             | Best Actor                                                               |           | [ 1 ]  |
| 2002 | Scooby-Doo                           | Teen Choice Award                                       | Choice Movie Actor – Comedy                                              |           |        |
| 2003 | Scooby-Doo                           | Nickelodeon Kid's Choice Award                          | Favorite Fart in a Movie                                                 |           | [ 2 ]  |
| 2011 | The Descendants                      | Gotham Award                                            | Best Ensemble Performance                                                |           | [ 3 ]  |
| 2011 | Los descendientes                    | Southeastern Film Critics Association Award             | Best Ensemble                                                            |           | [ 4 ]  |
| 2012 | Scooby-Doo! Legend of the Phantosaur | Behind the Voice Actors Award                           | Best Vocal Ensemble in a Television Special/Direct-to-DVD Title or Short |           | [ 5 ]  |
| 2012 | Los descendientes                    | Central Ohio Film Critics Association Award             | Best Ensemble                                                            |           | [ 6 ]  |
| 2012 | Fat Kid Rules the World              | Oldenburg Film Festival                                 | German Independence Award – Audience Award                               |           | [ 7 ]  |
| 2012 | Los descendientes                    | Screen Actors Guild Award                               | Outstanding Performance by a Cast in a Motion Picture                    |           |        |
| 2012 | Fat Kid Rules the World              | SXSW Film Festival                                      | Narrative Spotlight                                                      |           | [ 8 ]  |
| 2013 | Scooby-Doo! Mystery Incorporated     | Behind the Voice Actors Award                           | Best Vocal Ensemble in a Television Series – Comedy/Musical              |           | [ 9 ]  |
| 2013 | Fat Kid Rules the World              | Zlin International Film Festival for Children and Youth | Best Feature Film for Youth – Children's Jury Main Prize                 |           | [ 10 ] |
| 2013 | Fat Kid Rules the World              | Zlin International Film Festival for Children and Youth | Best Feature Film for Youth – Golden Slipper                             |           | [ 10 ] |
| 2014 | Scooby-Doo! Mask of the Blue Falcon  | Behind the Voice Actors Award                           | Best Vocal Ensemble in a Television Special/Direct-to-DVD Title or Short |           | [ 11 ] |